# Smochine grecești
Smochine grecești (germ. Griechische Feigen) este un film german comic cu scene erotice, produs sub regia lui 	Siggi Götz. Filmul apare ca premieră în anul 1976, el a fost transmis de postul TV, RTL. Actrița Olivia Pascal care a jucat unul din rolurile principale va deveni ulterior cunoscută prin rolurile jucate în filmele Bananas și serialul TV SOKO 5113.